# Emanuele Birarelli
Emanuele Birarelli, né le 8 février 1981 à Senigallia en Italie, est un joueur de volley-ball italien. Il mesure 2,02 m et joue central. Il totalise 128 sélections en équipe d'Italie.

## Biographie
Il est resté inactif pendant deux saisons pour raisons de santé.

## Clubs
| Club                | De        | À         |
| ------------------- | --------- | --------- |
| Morciola            | 1999-2000 | 1999-2000 |
| Pallavolo Falconara | 2000-2001 | 2002-2003 |
| inactif             | 2003-2004 | 2004-2005 |
| Pallavolo Pineto    | 2005-2006 | 2005-2006 |
| Blu Volley Vérone   | 2006-2007 | 2006-2007 |
| Trentino Volley     | 2007-2008 | ...       |

## Palmarès

### Club
- Championnat d'Europe
  - Finaliste : 2011, 2013
- Championnat du monde des clubs (4)
  - Vainqueur : 2009, 2010, 2011, 2012
- Ligue des champions (3)
  - Vainqueur : 2009, 2010, 2011
- Championnat d'Italie (3)
  - Vainqueur : 2008, 2011, 2013
  - Finaliste : 2009, 2010, 2012
- Coupe d'Italie (3)
  - Vainqueur : 2010, 2012, 2013
  - Finaliste : 2011
- Supercoupe d'Italie (2)
  - Vainqueur :  2011, 2013
  - Finaliste : 2008, 2010, 2012

### Distinctions individuelles
- Meilleur serveur de la Ligue des champions 2008-2009
- Meilleur contreur du championnat du monde des clubs 2012
- Meilleur central de la Ligue mondiale 2013
- Meilleur central du championnat du monde des clubs 2013
- Meilleur central de la World Grand Champions Cup 2013